# Лоренцкирхе (Нирнберг)
Лоренцкирхе или Црква Светог Лаврентија је готичка црква у Нирнбергу. Лоренцкирхе је била жупна црква на југу средновековног насеља Пегниц које је било језгро слободног царског града Нирнберга и урбани еквивалент цркве Св. Себалда у северном делу. Базилика је грађена од 1250. године у време касне готике и завршена је 1477. године. Заштитник цркве је Свети Лаврентије. Црква Лоренцкирхе је уз Себалдускирхе једна од две протестантске цркве у Нирнбергу. Црква је на крају Други светски рат Другог светског рата била јако бомбардована од стране савезника и уништена и након тога је обновљена према стању пре бомбардовања.